# Napoli milionaria! (film 2023)
Napoli milionaria! è un film per la televisione italiano tratto dall'omonima commedia di Eduardo De Filippo, trasmesso in prima visione e in prima serata su Rai 1 lunedì 18 dicembre 2023 e diretto da Luca Miniero.

## Trama
Napoli, 1942: in piena seconda guerra mondiale, la città è devastata da continui bombardamenti. La famiglia Jovine abita in uno squallido basso nel quartiere di Forcella: mentre il capofamiglia Gennaro e i due figli maggiori Maria Rosaria e Amedeo si arrangiano come possono, donna Amalia provvede al sostentamento della famiglia trafficando illegalmente con la borsa nera, nascondendo merci illegali sotto il letto di casa e contrabbandando il caffè. La donna si mostra particolarmente aggressiva contro le persone che, prima della guerra, erano più ricche di lei, come il ragionier Spasiano, al quale chiede prezzi esagerati.
In seguito a un litigio con una sua vicina di casa, da lei tacciata di concorrenza sleale, Amalia viene denunciata e in casa degli Jovine si presenta il brigadiere Ciappa. Gennaro è costretto a fingersi morto per evitare che i carabinieri esaminino il letto e trovino la merce illegale; l'intero vicinato corre al suo capezzale in una finta veglia funebre, che però non trae in inganno Ciappa. In quel momento si verifica un nuovo bombardamento: ammirato dal coraggio di Gennaro, che continua a sostenere la parte nel fragore delle bombe, Ciappa non lo arresta e permette alla famiglia di mettersi in salvo. Poco dopo Gennaro viene catturato dai soldati tedeschi e sparisce nel nulla.
Un anno dopo Napoli viene liberata dagli alleati. In assenza di Gennaro, Amalia si è arricchita prendendo parte ai traffici illeciti di Errico Settebellizze: il basso è stato ristrutturato e la donna veste bellissimi abiti e gioielli, umiliando i suoi clienti ormai ridotti sul lastrico (tra cui il ragionier Spasiano). Tuttavia, trovatasi senza una guida, la famiglia Jovine si è disgregata: Maria Rosaria rimane incinta di un soldato americano, mentre Amedeo lascia il suo lavoro onesto per rubare pneumatici insieme al suo amico Peppe. Settebellizze, innamoratosi di Amalia, chiede di festeggiare il proprio compleanno presso l'abitazione degli Jovine, allo scopo di intraprendere con lei una relazione; la donna tuttavia rifiuta, poiché è convinta che Gennaro sia vivo e che presto tornerà.
Mentre si prepara la festa, in effetti, Gennaro fa ritorno a casa. Provato dalle tremende esperienze della prigionia l'uomo desidera il conforto di amici e famigliari, ma nessuno sembra disposto ad ascoltarlo: tutti sembrano ansiosi di lasciarsi alle spalle la guerra, ignorandone gli effetti a lungo termine e dedicandosi a feste e spese pazze. Perfino la febbre di Rituccia, figlia minore di Gennaro e Amalia, viene sottovalutata, fino a che la bambina non è vittima di una crisi respiratoria. Il medico che visita la bambina dà una drammatica diagnosi: se non le verrà somministrata subito della penicillina, Rituccia morirà.
Amalia e i suoi amici si mettono alla ricerca del medicinale. Intanto Ciappa si reca a parlare con Gennaro: il brigadiere è a conoscenza dei crimini di Amedeo, ma in nome del rispetto da lui nutrito per Gennaro ha sempre evitato di arrestarlo; tuttavia, visto il reiterarsi dei furti, quella sera ha intenzione di coglierlo in flagrante e arrestarlo. Gennaro lo invita allora a fare il proprio dovere, riflettendo su come, finita la guerra, ne sia iniziata quella più subdola e meschina delle persone che hanno perso i valori.
Nonostante gli sforzi, la medicina per Rituccia non si trova, gettando i famigliari nella disperazione. A quel punto è Spasiano a presentarsi dagli Jovine portando con sé una dose di penicillina, avanzatagli dalle cure somministrate a sua figlia poco prima. Egli la cede ad Amalia senza chiederle nulla in cambio, invitandola però a riflettere su come ella abbia agito nei suoi confronti. Il dottore pratica quindi l'iniezione a Rituccia: se supererà la notte, la bambina sarà salva. Amedeo torna a casa, rinunciando a compiere il furto e promettendo di tornare a lavori onesti; Maria Rosaria sceglie di rimanere con la sua famiglia e di tenere il bambino. Amalia fa ammenda per i propri errori, e Gennaro la conforta dicendole che anche per loro "dovrà passare la nottata".

## Accoglienza
Il film è andato in onda in prima serata su Rai 1 lunedì 18 dicembre 2023 e ha totalizzato 3 779 000 telespettatori pari al 22% di share.